# Byssocristella
Byssocristella is een geslacht van schimmels behorend tot de familie Thelephoraceae. De typesoort is  Byssocristella pallidocitrina.

## Soorten
Volgens Index Fungorum bevat het geslacht twee soorten (peildatum februari 2022):
| Soortnaam                     | Auteur(s)                    | Publicatiejaar |
| ----------------------------- | ---------------------------- | -------------- |
| Byssocristella bresadolana    | (Sacc. & Trotter) Jülich     | 1973           |
| Byssocristella pallidocitrina | M.P. Christ. & J.E.B. Larsen | 1970           |